# Fenclonina
Fenclonina, também conhecida como para-clorofenilalanina (PCPA, do inglês para-chlorophenylalanine), atua como um inibidor da triptofano hidroxilase seletivo e irreversível, a qual é uma enzima limitante de taxa na biossíntese de serotonina.
Tem sido usada experimentalmente para tratar síndrome carcinoide, mas os efeitos colaterais, principalmente reações de hipersensibilidade e distúrbios psiquiátricos, impediram o desenvolvimento para esse uso.
Os efeitos da depleção de serotonina da fenclonina são tão drásticos que a serotonina não pode ser detectada imunoistoquimicamente no primeiro dia após a administração de uma dose de controle. A atividade da triptofano hidroxilase não pode ser detectada nem nos corpos celulares nem nos terminais nervosos. Após uma semana, 10% dos valores de controle (a linha de base extrapolada para o estudo) se reabasteceram no núcleo da rafe e, após duas semanas do tratamento inicial, foi novamente detectado na região do hipotálamo. Níveis de L-aminoácido aromático  decarboxilase (AADC) nunca foram afetados..
É usada na pesquisa científica em seres humanos e animais para investigar os efeitos da depleção de serotonina.